# 옌스 스트뤼게르 라르센
옌스 스트뤼게르 라르센(덴마크어: Jens Stryger Larsen, 1991년 2월 21일 ~)는 덴마크의 축구 선수로 현재 스웨덴 알스벤스칸의 말뫼 FF에서 라이트 백으로 활약 중이다.